# بي إتش بي

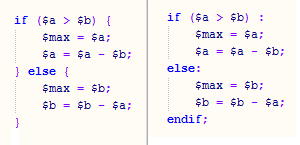
صيغة php

بي إتش بي (PHP: Hypertext Preprocessor) («المعالج المسبق للنصوص الفائقة») كانت مجموعة من التطبيقات التي كتبت باستخدام لغة بيرل أطلق راسموس اسم Personal Home Page Tools الصفحة الرئيسية الشخصية هي لغة برمجة نصية صممت أساسًا من أجل استخدامها لتطوير وبرمجة تطبيقات الويب. كما يمكن استخدامها لإنتاج برامج قائمة بذاتها وليس لها علاقة بالويب فقط.
بي إتش بي لغة مفتوحة المصدر ويطورها فريق من المتطوعين تحت رخصة بي إتش بي، تدعم البرمجة كائنية التوجه وتركيبها البنيوي يشبه كثيرًا التركيب البنيوي للغة السي، هذا بالإضافة إلى أنها تعمل على أنظمة تشغيل متعددة مثل لينكس وويندوز.

## تاريخ

### PHP/FI
ظهرت php أولا في سنة 1995 على يد راسموس ليردورف كانت تسمى وقتها بـ PHP/FI وفي الحقيقة لم تكن لغة برمجة وقتها وإنما كانت مجموعة من التطبيقات التي كتبت باستخدام لغة بيرل أطلق راسموس اسم Personal Home Page Tools على هذه التطبيقات، لأنه احتاج فيما بعد إلى تطبيقات أكثر فائدة قام راسموس بكتابة تطبيق أكبر باستخدام لغة سي حيث أصبحت قادرة على الاتصال بقواعد البيانات كما أنها كانت تسمح للمستخدمين بتطوير تطبيقات مواقع ديناميكية بسيطة، اختار راسموس أن تكون الشيفرة المصدرية الخاصة بـ PHP/FI متوفرة للجميع لذا كان يمكن لأي شخص أن يستخدمها ويقوم بتحسينها والمشاركة في حل أخطاءها ومشاكلها.
كانت PHP/FI وقتها تحوي على بعض الوظائف المتوفرة بالإصدارات الحالية من اللغة، كما أن المتغيرات كانت تشبه متغيرات بيرل، وكانت تركيبها النحوي يشبه بيرل بالرغم من بساطتها ومحدودياتها.
في عام 1997 تم إطلاق الإصدار 2.0 من PHP/FI، حيث بلغ عدد مستخدميها آنذاك 50,000 نطاق، وكان هناك مجموعة من الأشخاص الذين يشاركون في التطوير، وتم إطلاق الإصدار الرسمي من 2.0 في شهر نوفمبر من نفس العام بعد العديد من الإصدارات التجريبية بيتا.

### بي إتش بي 3
في عام 1997 تم إعادة كتابة PHP/FI على يد زيف سوراسكي، أندي جتمانز بعدما وجدوا أن PHP/FI 2.0 ليست قوية بما فيه الكفاية من أجل كتابة تطبيق تجارة إلكترونية والذي كانوا يعملون عليه كمشروع تخرج لجامعتهم، كان هناك تعاون بينهم وبين مؤسس اللغة راسموس ليردورف على أن تكون PHP 3.0 هي النسخة الرسمية بعد PHP/FI.
أحد أهم الميزات التي تميزت بها بي إتش بي 3 عن سابقتها إنها أصبحت قابلة للتوسع وتوفر مع هذا الإصدار العديد من المكتبات والدوال، وأدت قابلية التوسع إلى إقبال العديد من المطورين على تطوير المكتبات الجديدة وإضافتها مع اللغة، ويقال أن هذا هو السبب الأساسي للنجاح الذي حققه هذا الإصدار، ومن الميزات الأخرى التي تمت إضافتها في هذا الإصدار هي البرمجة كائنية التوجه.
وفي هذا الإصدار تم تغيير اسم اللغة ووضعها تحت اسم جديد وهو بي إتش بي (بدون FI) والذي كان يحمل اختصارا لمعنى جديد مختلف عن الإصدار السابق والمعنى هو "PHP: Hypertext Preprocessor".
تم إطلاق بي إتش بي 3.0 في يونيو 1998 بعد 9 أشهر من الاختبارات.

### بي إتش بي 4
في عام 1998، وبعد الانطلاق الرسمي لبي إتش بي 3.0 بقليل بدأ زيف سوراسكي وأندي جتمانز بإعادة كتابة أساس لغة بي إتش بي وكان الهدف من ذلك هو تحسين الأداء للبرامج المعقدة والضخمة وتحسين قابلية اللغة للتوسع.
المحرك الجديد الذي ظهر بعد إعادة الكتاب تم تسميته بمحرك زند واسم «زند» مأخوذ من أوائل حروف أسماء مطوريه، ونجحوا في تحقيق اهدافهم عن طريق هذا المحرك، وتم الإعلان عنه في عام 1999.
تعتمد بي إتش بي 4.0 على هذا المحرك وتم الإعلان عن هذا الإصدار من بي إتش بي في مايو 2000، بالإضافة إلى تحسين الأداء في هذا الإصدار احتوى كذلك على مجموعة جديدة من الميزات مثل دعمه لعدد أكبر من خوادم الوب، الجلسات، طرق آمنة جديدة لمعالجة دخل المستخدم وغيرها.
وقد تم إعلان إيقاف تطوير ودعم بي إتش بي 4 في 13 يوليو، 2007.
```
<?php
$page_title = "My website";
?>
<html>
 <head>
 <title>
<?php
echo $page_title;
?>
 </title>
 </head>
 <body>
 Hello
 </body>
</html>

```

## الاستخدام

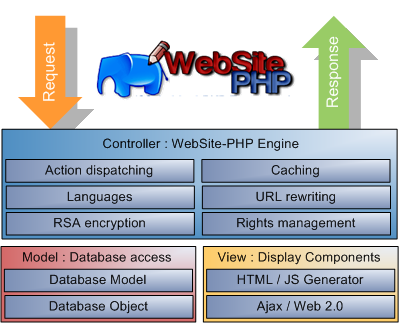
مخطط موقع ويب بلغة PHP

غالبا ما تعمل لغة بي إتش بي على خادم ويب، كما يمكن استخدامها كواجهة سطر أوامر أو استخدامها لتطوير برامج ذات واجهة رسومية تعمل على حاسوب المستخدم، يمكن استخدام بي إتش بي تحت معظم خوادم الويب كما أنها تعمل على معظم نظم التشغيل، كما أن فريق تطويرها يزود شيفرتها المصدرية كاملة حيث يمكن للمستخدمين بناءها وتطويرها بما يناسب احتياجاتهم.
تقوم بي إتش بي أساسا بأخذ الملف الذي يحتوي على أوامر البي إتش بي (ملفات.php) كمدخل وتقوم بإخراج بيانات قابلة للعرض.
في الإصدار الرابع من بي إتش بي، تقوم بتحويل الملفات المكتوبة باستخدام البي إتش بي إلى شيفرة البايت لمعالجتها عن طريق محرك زند، وفي الإصدار الخامس تقدمت لغة بي إتش بي بتقنيات عالية جدا وكان آخر إصدار من النسخة الخامسة هو 5.5.9.

### استخدامها ناحية الخادم
في الحقيقة صممت بي إتش بي من أجل استخدامها من ناحية الخادم وبناء تطبيقات ويب تفاعلية، وقد أصبح بناء لامب مشهورا جدا في صناعة الويب كطريقة برمجيات ويب آمنة، غير مكلفة، ويمكن الاعتماد عليها. بي إتش بي مشار إليها كحرف P في LAMP كلغة برمجة، بجانب لينكس (L) كنظام تشغيل، أباتشي (A) كخادم ويب وماي إس كيو إل (M) كنظام إدارة قواعد البيانات.
وقد ظهرت أيضا بناءات أخرى كوامب مستبدلة لينكس بويندوز (W)، ومامب مستبدلة لينكس بماك أو اس (M).
يمكن استخدام بي إتش بي مع عدد كبير من أنظمة إدارة قواعد البيانات، وبما أنها متوفرة على عدد من نظم التشغيل جعل لها مرونة مكنت بي إتش بي من الانتشار.

### استخدامها كسطر أوامر
توفر بي إتش بي كذلك واجهة سطر أوامر، لذا يمكن استخدامها لتطوير مجموعة من البرامج التي تسهل المهام الإدارية لمدراء النظم.

### استخدامها ناحية العميل
توفر بي إتش بي مكتبات واجهات مستخدم رسومية مثل جتك+ (عن طريق بي إتش بي-جتك) وكيو تي (عن طريق كيوت) مما يجعل تطوير البرامج غير المتعلقة بالويب أمرا ممكنا.

## التركيب النحوي
مثال لطباعة برنامج Hello World:
```
<?php

echo
 
'Hello World'
;

?>

```

وأيضا بهذا الشكل
```
<?php
 
echo
 
'Wikipedia'
?>

```

تقوم PHP بتنفيذ ما هو بين الوسمين <?php و?> فقط، وأي شيء خارج هذا هذين الوسمين فيتم طباعته مباشرة ولا يتم معاملته كشيفرة PHP، تمكن هذه الميزة من إدخال شيفرات الـ PHP داخل شيفرات HTML، مثلا:
```
<html>

 <head>

 <title>

<?php

$page_title
 
=
 
'Wikipedia'
;

echo
 
$page_title
;

?>

 </title>

 </head>

 <body>

 Hello

</body>

</html>

```

المتغيرات تكون مسبوقة بعلامة الدولار - $ - ومن غير الضروري تعريف نوع المتغير، بعكس أسماء الدوال والاصناف، المتغيرات حساسة لحالة الحرف، ومن أجل وضع قيمة للمتغير يتم استخدام علامات الاقتباس المزدوجة - " - أو المفردة - ' - أو بدون أي علامة اقتباس بحيث تكون القيمة في هذه الحالة على إحدى الأشكال التالية:
- من نوعية الأعداد بشقيها الأعداد العائمة والاعداد الصحيحة.
- من نوعية الثوابت.
- استدعاء أحد الروتينات الفرعية بشكل مباشر.
- استدعاء أحد الروتينات الفرعية عبر كائن (Object).

بي إتش بي لديها ثلاثة أنواع من التعليقات، /* */ والذي يستخدم للتعليقات متعددة الاسطر، // و# والذين يستخدمون للتعليقات ذات السطر الواحد.

### أنواع البيانات
تقوم بي إتش بي بتخزين الأرقام بمدى يعتمد على المعالج التي تعمل عليه، هذا المدى نموذجيا يكون 32 بت من الأعداد الصحيحة، متغيرات الأعداد الصحيحة يمكن أن تكون قيمتها عشرية أو ثمانية أو ست عشرية. الأعداد الحقيقية كذلك تخزن بمدى يعتمد على المعالج.
لغة بي إتش بي تحتوي كذلك على نوع بوليان والذي يسمى بـ "booleen"، كما في لغة بيرل الأرقام الأكبر أو الأصغر من صفر يمكن أن تعتبر true أما الصفر يمكن أن تعتبر false.
نوع البيانات null يمثل المتغيرات التي لا تحتوي على القيمة، والقيمة الوحيدة في هذا النوع من البيانات هي NULL.
المصفوفات تدعم الفهارس النصية والرقمية، المصفوفات يمكن أن تحتوي عناصر من أي نوع من البيانات التي تدعمها بي إتش بي.

### الكائنات
في PHP 3 تم إضافة أساسيات برمجة كائنية التوجه، وتم إعادة كتابته في PHP 5 من أجل تحسين الأداء وإضافة المزيد من الميزات، في الإصدارات السابقة من بي إتش بي كانت تعامل الكائنات كأنواع بدائية (بالإنجليزية: Primitive Types)‏. وكانت نقطة ضعف هذا الأسلوب في أن الكائن كان ينسخ كاملا عندما يتم تكليفه كمتغير أو عندما يتم تمريره إلى الدوال، وقد تم حل هذه المشكلة PHP 5.
في PHP 5 تم الإعلان عن الأنواع private وprotected لكل من الدوال والمتغيرات، وتم الإعلان عن الطريقة القياسية في تعريف المشيد (بالإنجليزية: constructors)‏ والمهدم (بالإنجليزية: destructors)‏.
class foo extend كيفية تعريف الصنف foo الذي يرث الصنف bar، وتعريف الدالة العامة mystaticfunc والتي يمكن استدعاءها بالشكل التالي foo::mystaticfunc();

## الموارد

### المكتبات
تضم بي إتش بي عدد كبير من المكتبات الحرة والمجانية، أغلب هذه المكتبات تعطي بي إتش بي طبيعتها كلغة لكتابة تطبيقات الوب، حيث تحتوي على مكتبات للوصول إلى FTP ومجموعة من مكتبات الوصول إلى قواعد البيانات مثل ماي إس كيو إل وإس كيو لايت وغيرها، العديد من الدوال تشبه دوال لغة سي.

### الإضافات
بي إتش بي تسمح للمطورين بكتابة إضافات لها باستخدام لغة سي لإضافة وظائف جديدة، هناك أكثر من نوع للإضافات بعضها يترجم مع شيفرة بي إتش بي والبعض الآخر يعمل في وقت التشغيل (أثناء تنفيذ البرنامج)، تم استخدام الإضافات لدعم مجموعة من الدوال مثل دوال التحكم في العمليات لنظم يونكس، لإضافة واجهة برمجة تطبيقات ويندوز وكورل وبعض الميزات غير المسبوقة مثل آي.آر.سي وغيرها الكثير، هناك موقع يطلق عليه اسم PECL يجمع الإضافات ضمنه.

### برامج التشفير، تحسين الأداء، التسريع
وظيفة برامج التشفير هي تشفير ملفات بي إتش بي إلى صيغة غير مفهومه بهدف إخفاء الشيفرة البرمجية لعدة أسباب، البعض يرى أنها أسباب أمنية، والبعض يرى أنها مفيدة للبرامج التجارية، يوجد نوعين لبرامج التشفير، النوع الأول يقوم بإخفاء الشيفرة المصدرية، النوع الثاني يقوم بترجمة الشيفرة إلى شيفرة أخرى، ثم يتم تركيب إضافة معينة حتى تقوم بدورها بترجمة الشيفرة الناتجة وجعلها مفهومة من ناحية المحرك الذي سوف يقوم بتنفيذها، أكثر برامج التشفير شهرة هي التي توفرها تقنيات Zend وionCube المحدودة.
أما بالنسبة لبرامج تحسين الأداء، فهي تقوم بتحسين جودة الشيفرة المترجمة عن طريق تقليل حجمها وعمل بعض التعديلات التي تقلل من وقت التنفيذ.
أخيرا بالنسبة لبرامج التسريع، فوظيفتها تحسين الأداء عن طريق عملية الكاش، حيث تقوم بتخزين الشيفرة المترجمة في الذاكرة حتى تستخدمها فيما بعد بدلا من الحاجة إلى ترجمة وتحويل الشيفرة في كل مرة يطلب فيها الملف، تتوفر برامج تجارية مثل Zend Platform وأخرى حرة مثل xcache وeAccelerator وAPC

### المنقحات
تساعد المنقحات على تحليل الشيفرة من أجل ملاحظة الأخطاء، مثالا على المنقحات Advanced PHP Debugger وXdebug

### محركات القوالب
وهي مجموعة من الدوال تستخدم بغرض فصل شيفرة HTML عن شيفرة بي إتش بي، وأحد أشهر محركات القوالب سمارتي.

### PEAR
وهو مشروع يهدف لكتابة مكتبات باستخدام بي إتش بي، تكون قابلة لإعادة الاستخدام، تكتب مكتبات هذا المشروع دائما باستخدام البرمجة كائنية التوجه.

## الدعم الفني
بي إتش بي لديها دليل يحتوي على توثيق لجميع الدوال التي توفرها، بالإضافة إلى إجابة العديد من الأسئلة يمكن إيجادها بعد عمل بحث بسيط على شبكة الإنترنت، كما أن مستخدمي بي إتش بي يساعدون بعضهم البعض عن طريق برامج الدردشة، المنتديات والمجموعات البريدية، والعديد من الأماكن متوفرة لمساعدة المبرمجين المبتدئين في بي إتش بي.

## انتقادات
تنتقد بي إتش بي لمجموعة من النقاط منها:
- بي إتش بي تستخدم ميزة علامات الاقتباس السحرية (بالإنجليزية: Magic quotes)‏ والتي تحاول تجاهل العلامتين ' و " في النصوص التي تستخدم في قواعد البيانات من أجل منع ثغرات حقن SQL. هذا يؤدي إلى بعض التشويش حيث لا يتم التفريق بين البيانات التي تعالجها هذه الميزة من غيرها التي لا تعالجها.
- بي إتش بي لا تحتوي على دعم حقيقي ليونيكود.

## تاريخ انطلاق الإصدارات الرئيسية
| الإصدار                | تاريخ الانطلاق  | أهم التعديلات |
| ---------------------- | --------------- | --- |
| PHP 1.0                | 8 يونيو، 1995   | كان اسمها رسميا "Personal Home Page Tools (PHP Tools)". هذا الإصدار هو أول من استخدم اسم PHP. |
| PHP Version 2 (PHP/FI) | 16 أبريل، 1996  | كان مبرمجها يعتبرها "أسرع وأبسط أداة" لإنشاء المواقع التفاعلية. |
| PHP 3.0                | 6 يونيو، 1998   | التطوير انتقل من شخص واحد إلى عدة أشخاص، زيف سوراسكي وأندي جتمانز أعادوا كتابة أساس هذا الإصدار. |
| PHP 4.0                | 22 مايو، 2000   | تم إضافة نظام محترف للتنفيذ أطلق عليه اسم محرك زند. |
| PHP 4.1                | 10 ديسمبر، 2001 | ظهور المصفوفات ($_GET، $_SESSION إلخ). |
| PHP 4.2                | 22 أبريل، 2002  | إغلاق register_globals افتراضيا. |
| PHP 4.3                | 27 ديسمبر، 2002 | ظهور واجهة سطر الاوامر. |
| PHP 4.4                | 11 يوليو، 2005  | |
| PHP 5.0                | 13 يوليو، 2004  | ظهور الإصدار الثاني من محرك زند |
| PHP 5.1                | 24 نوفمبر، 2005 | |
| PHP 5.2                | 2 نوفمبر، 2006  | تشغيل مرشح الإضافات بشكل افتراضي. |
| PHP 5.3                | 30 يونيو، 2009  | إضافة Namespace وإرجاع أخطاء Undefined للمتغيرات التي لا تحمل قيم. |
| PHP 5.4                | 1 مارس، 2012    | دعم Trait، دعم خاصية الجملة القصيرة. العناصر التي تمت إزالتها: register_globals، safe_mode، allow_call_time_pass_reference، Session_register ()، Session_unregister () و Session_is_registered (). خادم ويب مدمج. العديد من التحسينات على الميزات الموجودة، والأداء وانخفاض متطلبات الذاكرة. |
| PHP 7                  | 3 ديسمبر، 2015  | |
| PHP 8                  | 26 نوفمبر، 2020 | |
| 8.4 PHP                | 21 نوفمبر، 2024 | |

## التطوير المستقبلي
الإصدار 6 من بي إتش بي تحت التطوير منذ يوليو 2007، ويهدف إلى حل بعض عيوب بي إتش بي 5.
- دعم حقيقي لـ يونيكود.
- ازالة خاصية علامات الاقتباس السحريه magic_quotes.
- إزالة دوال ereg واعتماد preg بديل عنها. <هذه مكاتب تنحدر عنها عدة دوال ليست داله واحده فقط>
- ازالة المتغيرات HTTP_*_VARS.
- ازالة الخاصية register_globals.
- ازالة الخاصية safe_mode.

## وصلات خارجية
- الموقع الرسمي
- بي إتش بي على موقع Open Hub (الإنجليزية)
- بي إتش بي على موقع Free Software Directory (الإنجليزية)
- بي إتش بي على مشروع الدليل المفتوح
- PHP source code repository على غيت هاب